# Neal Matarazzo
Pour les articles homonymes, voir Matarazzo.
Neal Matarazzo est un acteur américain né le 8 juin 1962 à Paterson, New Jersey (États-Unis).

## Filmographie

### Cinéma
- 1994 : Bigfoot: The Unforgettable Encounter : Shelden
- 1995 : Sauvez Willy 2 (Free Willy 2: The Adventure Home) : Helmsman Kelly
- 1997 : Contact de Robert Zemeckis : Kitz's Aide
- 1998 : L'Enjeu (Desperate Measures) : Cell Guard
- 1998 : Les Feux de l'amour ("The Young and the Restless") (série TV) : Det. Mario Edmonds
- 1999 : A Domestic Incident
- 2000 : Slice & Dice : Dogman
- 2000 : Agent destructeur (Agent Red) : Lt. Matarazzo
- 2001 : Sexy Space Sirens from Siberon : Partyman 1
- 2002 : Calculs meurtriers (Murder by Numbers) : Male Officer in Flashback
- 2002 : Une soirée parfaite (The Third Wheel) : Neal
- 2005 : Jackson : Stockbroker
- 2005 : Domino : FBI Agent #2

### Télévision
- 2007 : New York, unité spéciale : Mr. Tamkin (saison 8, épisode 18)
- 2009 : New York, unité spéciale : Ezra Kriegel (saison 10, épisode 12)
- 2012 : New York, unité spéciale : Ron Culphers (saison 14, épisode 6)